# Campionati del mondo di winter triathlon del 2004
I Campionati del mondo di winter triathlon del 2004 (VIII edizione) si sono tenuti a Wildhaus in Svizzera, in data 13 marzo 2004.
Tra gli uomini ha vinto l'austriaco Siegfried Bauer. Tra le donne ha trionfato la tedesca Sigrid Lang..
La squadra norvegese ha vinto la staffetta élite maschile. Alla squadra tedesca è andata la staffetta élite femminile.

## Risultati

### Élite uomini
| Pos. | Atleta               | Paese         | Corsa    | Bici     | Sci      | Totale   |
| ---- | -------------------- | ------------- | -------- | -------- | -------- | -------- |
|      | Siegfried Bauer      | Austria       | 00:18:58 | 00:29:20 | 00:20:30 | 01:10:21 |
|      | Othmar Brügger       | Svizzera      | 00:18:02 | 00:31:08 | 00:20:37 | 01:10:56 |
|      | Petter Jorgensen     | Norvegia      | 00:18:54 | 00:30:55 | 00:20:02 | 01:11:21 |
| 4    | Patrik Kuril         | Slovacchia    | 00:18:02 | 00:31:17 | 00:20:39 | 01:11:31 |
| 5    | Alf Roger Holme      | Norvegia      | 00:18:26 | 00:32:25 | 00:20:02 | 01:12:18 |
| 6    | Nicolas Lebrun       | Francia       | 00:17:30 | 00:32:13 | 00:21:36 | 01:12:45 |
| 7    | Marc Ruhe            | Liechtenstein | 00:18:48 | 00:32:23 | 00:21:22 | 01:14:06 |
| 8    | Frode Pedersen       | Norvegia      | 00:19:15 | 00:34:23 | 00:19:29 | 01:14:26 |
| 9    | Victor Lobo          | Spagna        | 00:18:09 | 00:33:31 | 00:20:58 | 01:14:40 |
| 10   | Lars Johnsen         | Norvegia      | 00:19:19 | 00:32:43 | 00:21:09 | 01:14:50 |
| 11   | Thomas Schrenk       | Germania      | 00:19:11 | 00:32:26 | 00:21:28 | 01:14:58 |
| 12   | Stefan Frank         | Germania      | 00:18:43 | 00:32:47 | 00:22:16 | 01:15:24 |
| 13   | Otakar Kobr          | Rep. Ceca     | 00:18:56 | 00:34:03 | 00:21:13 | 01:15:35 |
| 14   | Beat Brunner         | Svizzera      | 00:18:59 | 00:34:53 | 00:21:50 | 01:17:04 |
| 15   | Martin Von Kanel     | Svizzera      | 00:18:00 | 00:36:17 | 00:21:05 | 01:17:08 |
| 16   | Pavel Jindra         | Rep. Ceca     | 00:18:27 | 00:34:47 | 00:22:30 | 01:17:19 |
| 17   | Mike Kloser          | Stati Uniti   | 00:19:35 | 00:33:31 | 00:22:40 | 01:17:28 |
| 18   | Jiri Zak             | Rep. Ceca     | 00:18:43 | 00:36:10 | 00:20:40 | 01:17:29 |
| 19   | Marijus Rindzevicius | Lituania      | 00:19:18 | 00:35:06 | 00:21:49 | 01:18:20 |
| 20   | Werner Uran          | Austria       | 00:18:34 | 00:36:40 | 00:22:52 | 01:19:30 |
| 21   | Leos Rousavy         | Rep. Ceca     | 00:19:29 | 00:34:56 | 00:23:50 | 01:19:46 |
| 22   | Guillaume Peyronnet  | Francia       | 00:21:07 | 00:36:24 | 00:21:40 | 01:20:54 |
| 23   | Walter Polla         | Italia        | 00:19:56 | 00:37:32 | 00:23:21 | 01:22:17 |
| 24   | Svajunas Ambrazas    | Lituania      | 00:19:04 | 00:41:24 | 00:23:13 | 01:25:55 |

### Élite donne
| Pos. | Atleta              | Paese         | Corsa    | Bici     | Sci      | Totale   |
| ---- | ------------------- | ------------- | -------- | -------- | -------- | -------- |
|      | Sigrid Lang         | Germania      | 00:20:47 | 00:33:42 | 00:22:28 | 01:18:11 |
|      | Marianne Vlasveld   | Paesi Bassi   | 00:20:55 | 00:33:45 | 00:23:14 | 01:19:07 |
|      | Karin Möbes         | Svizzera      | 00:21:32 | 00:35:05 | 00:23:11 | 01:21:15 |
| 4    | Gabi Pauli          | Germania      | 00:22:02 | 00:34:05 | 00:24:25 | 01:21:45 |
| 5    | Ine Wigernas        | Norvegia      | 00:21:02 | 00:37:48 | 00:22:58 | 01:23:23 |
| 6    | Camilla Hott        | Norvegia      | 00:23:04 | 00:35:54 | 00:25:26 | 01:26:02 |
| 7    | Sarka Grabmullerova | Rep. Ceca     | 00:21:42 | 00:38:50 | 00:25:48 | 01:27:50 |
| 8    | Stefania Bonazzi    | Italia        | 00:21:31 | 00:36:01 | 00:28:46 | 01:27:53 |
| 9    | Birgit Jungst       | Liechtenstein | 00:23:37 | 00:35:13 | 00:29:32 | 01:30:32 |
| 10   | Petra Latenska      | Rep. Ceca     | 00:22:23 | 00:38:20 | 00:28:48 | 01:31:09 |
| 11   | Giuliana Lamastra   | Italia        | 00:24:06 | 00:38:31 | 00:28:11 | 01:32:20 |
| 12   | Ana Folkegard Garin | Spagna        | 00:23:27 | 00:41:48 | 00:26:38 | 01:34:06 |

## Medagliere
| Pos. | Paese       | Oro | Argento | Bronzo |   |
| ---- | ----------- | --- | ------- | ------ | - |
| 1    | Austria     | 1   | 0       | 0      | 1 |
| 1    | Germania    | 1   | 0       | 0      | 1 |
| 3    | Svizzera    | 0   | 1       | 1      | 2 |
| 4    | Paesi Bassi | 0   | 1       | 0      | 1 |
| 5    | Norvegia    | 0   | 0       | 1      | 1 |

## Staffetta

### Élite uomini
| Pos. | Paese    | Totale   |
| ---- | -------- | -------- |
|      | Norvegia | 01:01:09 |
|      | Germania | 01:03:14 |
|      | Svizzera | 01:03:48 |

### Élite donne
| Pos. | Paese     | Totale   |
| ---- | --------- | -------- |
|      | Germania  | 01:12:54 |
|      | Norvegia  | 01:14:18 |
|      | Rep. Ceca | 01:21:42 |